# Brunnenthal (Alta Áustria)
Brunnenthal é um município da Áustria localizado no distrito de Schärding, no estado de Alta Áustria.